# Kopanina (wzgórze)
Kopanina – wzgórze o wysokości 439 m n.p.m. Znajduje się na Wyżynie Olkuskiej w Żuradzie w województwie małopolskim.